# روبرت إي. كلاري
روبرت إي. كلاري (بالإنجليزية: Robert E. Clary)‏ هو ضابط أمريكي، ولد في 21 مارس 1805 في Ashfield, Massachusetts ‏ في الولايات المتحدة، وتوفي في 19 يناير 1890 في واشنطن العاصمة في الولايات المتحدة.